# Kallima kassaiensis
Kallima kassaiensis är en fjärilsart som beskrevs av Friedrich Wilhelm Niepelt 1911. Kallima kassaiensis ingår i släktet Kallima och familjen praktfjärilar. Inga underarter finns listade i Catalogue of Life.